# Skopje

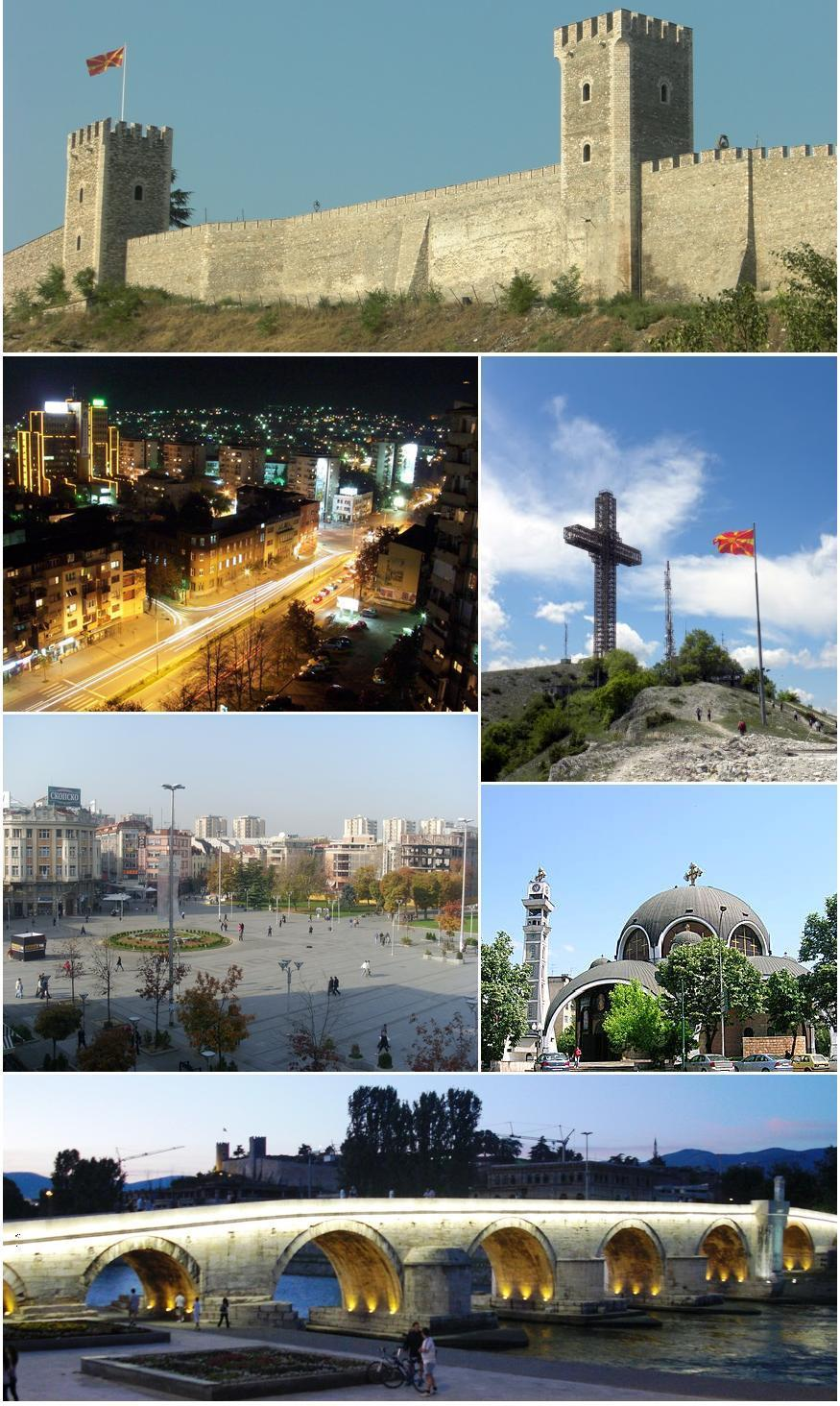
Migawki ze Skopja

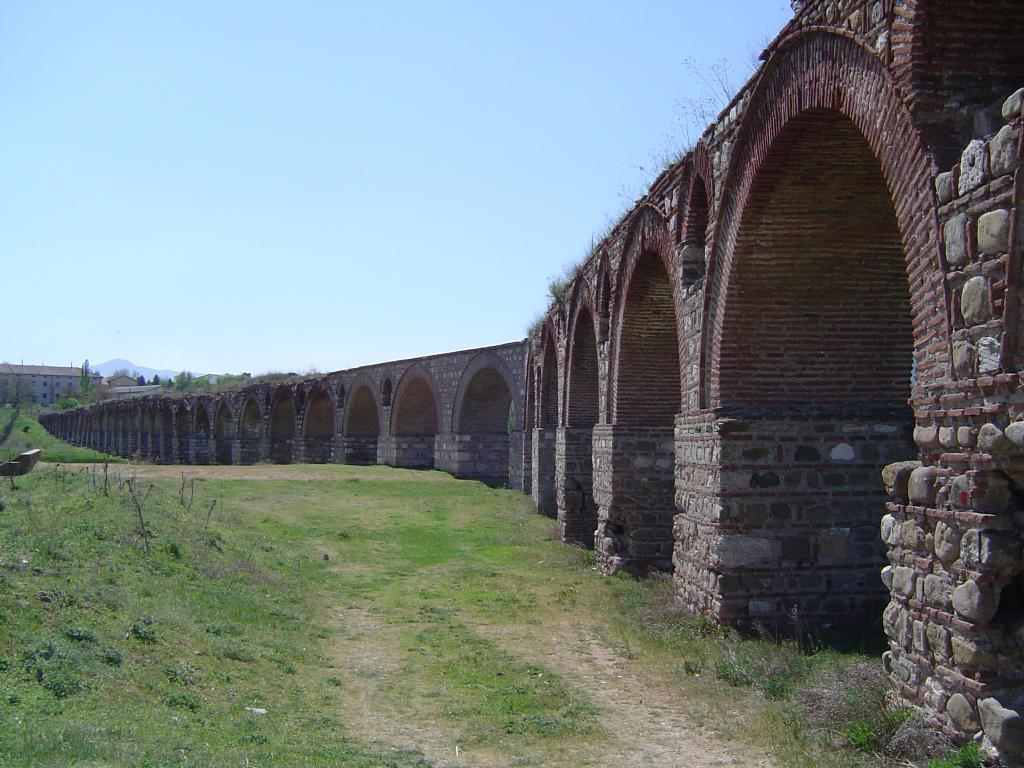
Akwedukt Justyniana

Skopje (mac. Скопје, Skopje; alb. Shkup; serb. Скопље, Skoplje; bułg. Скопие, Skopie; gr. Σκόπια, Skopia; tur. Üsküp) – stolica Macedonii Północnej, położona w kotlinie na wschód od Szar Płaniny nad rzeką Wardar, ludność: 611,107 mieszkańców (2021), główny ośrodek gospodarczy i naukowy kraju, węzeł drogowy oraz kolejowy ze stacją Skopje. Na południowy wschód od miasta położony jest międzynarodowy port lotniczy Skopje.

## Pochodzenie nazwy miasta
Obecna nazwa miasta może pochodzić od greckiego słowa σκοπιά – skopia, oznaczającego wojskowe obserwacyjne posterunki wartownicze. Ponadto w pobliżu obecnego miasta położone było antyczne miasto greckie Σκουποί, stolica plemienia Dardanów, po grecku alternatywnie zwanego też Σκούποι, zniszczone trzęsieniem ziemi w 518. Miasto zostało odbudowane dzięki pomocy pochodzącego z tych stron cesarza Justyniana I Wielkiego; zmieniono wtedy jego nazwę na Ιουστινιανή Πρώτη (Pierwsza, najważniejsza dla Justyniana).

## Historia
- starożytna iliryjska osada Scupi, Scup
- panowanie władców starożytnej Macedonii
- panowanie rzymskie i bizantyńskie
- panowanie cara Samuela Komitopula (972–992)
- panowanie bizantyńskie 1018–1181
- panowanie bułgarskie, po odrodzeniu się Bułgarii w tzw. Drugie państwo bułgarskie
- stolica serbskiego carstwa Stefana Duszana w XIV wieku
- 1392 – zajęcie miasta przez Turków
- 1469 – ukończenie przez Turków budowy Kamiennego Mostu przez rzekę Wardar
- 1689 – Skopje zajmują na krótko wojska austriackie, które przez dwa dni palą miasto, co kończy jego znaczenie jako ważnego ośrodka handlu
- 1873 – poprowadzenie przez Turków przez Skopje linii kolejowej z Salonik do Kosovskiej Mitrovicy
- 1888 – połączenie Skopje koleją z Atenami i Belgradem
- 1903 – Skopje ma 22 tys. mieszkańców, w tym 11 tys. Słowian (w tym 3,5 tys. mahometan), 6 tys. Turków, 3,5 tys. Albańczyków, 1,2 tys. Żydów, 400 Romów
- 1910, 26 sierpnia urodziła się św. Matka Teresa z Kalkuty[6]
- 1912 – po bitwie pod Kumanovem wojska tureckie opuściły miasto; wkroczenie wojsk serbskich
- 1913 – na podstawie układu pokojowego w Stambule oficjalne włączenie miasta w skład Królestwa Serbii
- 1925 – zburzenie meczetu Burmali z 1495 i budowa w jego miejscu Domu Oficerów
- 1935 – Skopje ma 50 tys. mieszkańców
- 1941 – zajęcie Skopje przez Bułgarię
- listopad 1944 – zajęcie miasta przez partyzantów Narodowej Armii Wyzwoleńczej Macedonii
- 1945 – stolica Jugosłowiańskiej Socjalistycznej Republiki Macedonii
- 1963 – katastrofalne trzęsienie ziemi (w odbudowie brali udział warszawscy urbaniści i architekci, w tym Adolf Ciborowski[7], wcześniej Naczelny Architekt Warszawy oraz m.in. Stanisław Jankowski (architekt) "Agaton" i Stanisław Broniewski "Orsza"
- 1991 – po rozpadzie Jugosławii stolica niepodległej Republiki Macedonii

Obecnie w centrum miasta przy głównym placu (plac Macedonii, mac. Плоштад Македонија) trwa budowa nowego centrum rządowo-kulturalnego. Nad rzeką Wardar wznoszone są nowe budynki (m.in. Ministerstwo Spraw Zagranicznych, Muzeum Archeologiczne), niekiedy nawiązujące do poprzednich obiektów, stojących w tym miejscu do czasu pamiętnego trzęsienia ziemi w 1963 roku. W wyniku realizacji projektu Skopje 2014 wokół placu stanęło wiele pomników nawiązujących do odległej historii (m.in. monumentalny pomnik Aleksandra Macedońskiego oraz pomnik cesarza Justyniana I Wielkiego); prowadzone są również prace renowacyjne starszych obiektów.

## Spór o tradycję historyczną
Skopianie odwołują się do historycznej tradycji starożytnych Makedonów. Znalazło to m.in. wyraz w dawnej nazwie międzynarodowego portu lotniczego „Aleksander Wielki” oraz głównego stadionu sportowego „Filip II”, pomnikach Filipa II (Wojownik) i Aleksandra Wielkiego (Wojownik na koniu), publicznej ekspozycji oryginalnych fragmentów antycznych rzeźb przed najważniejszymi gmachami państwa itp. W związku z powyższym w dziedzinie historii trwał spór międzypaństwowy z Grecją, szczególnie emocjonujący mieszkańców greckiej Macedonii. Ewenementem na skalę światową było także to, że inny międzynarodowy port lotniczy, położony obok greckiego macedońskiego miasta Kawala, także nosi imię „Aleksander Wielki”. W lutym 2018 lotnisko zmieniło nazwę, usuwając z niej patrona Aleksandra Wielkiego, by załagodzić spór z Grecją, a rok później nazwę zmienił również stadion narodowy, honorując znanego macedońskiego piosenkarza, Toše Proeskiego.

## Podział administracyjny
| Nr | Gmina (Општина)                | Powierzchnia (km²) | Populacja (2002) |
| -- | ------------------------------ | ------------------ | ---------------- |
| 1  | Centar (Центар)                | 7,52               | 45 412           |
| 2  | Gazi Baba (Гази Баба)          | 110,86             | 72 617           |
| 3  | Aerodrom (Аеродром)            | 21,85              | 72 009           |
| 4  | Czair (Чаир)                   | 3,52               | 64 773           |
| 5  | Kisela Voda (Кисела Вода)      | 34,24              | 57 236           |
| 6  | Butel (Бутел)                  | 54,79              | 36 154           |
| 7  | Szuto Orizari (Шуто Оризари)   | 7,48               | 22 017           |
| 8  | Karposz (Карпош)               | 35,21              | 59 666           |
| 9  | Dziorcze Petrow (Ѓорче Петров) | 66,93              | 41 634           |
| 10 | Saraj (Сарај)                  | 229,06             | 35 408           |
|    | Skopje                         | 571,46             | 506 926          |

## Zabytki i atrakcje turystyczne

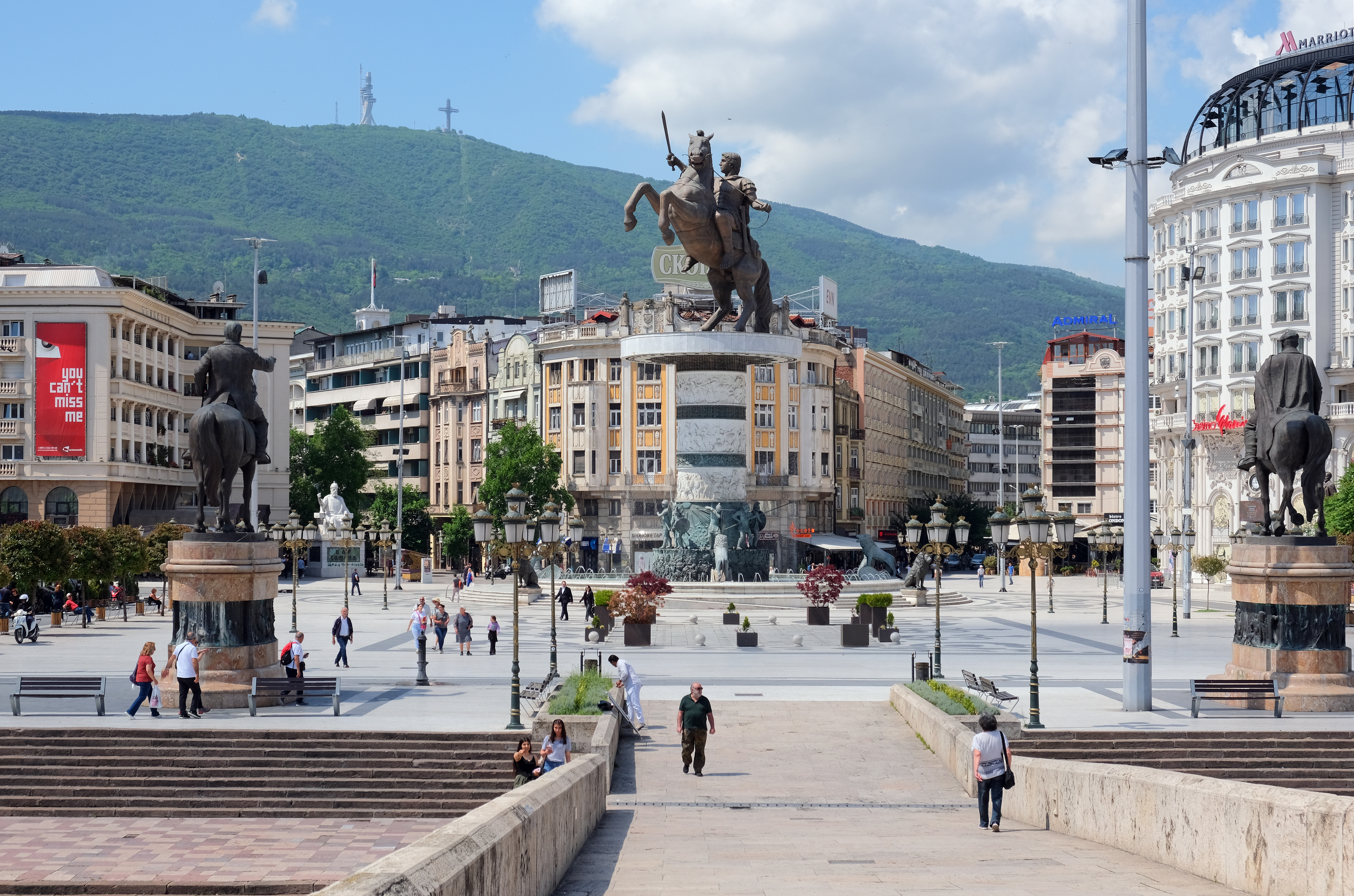
Plac Macedonii

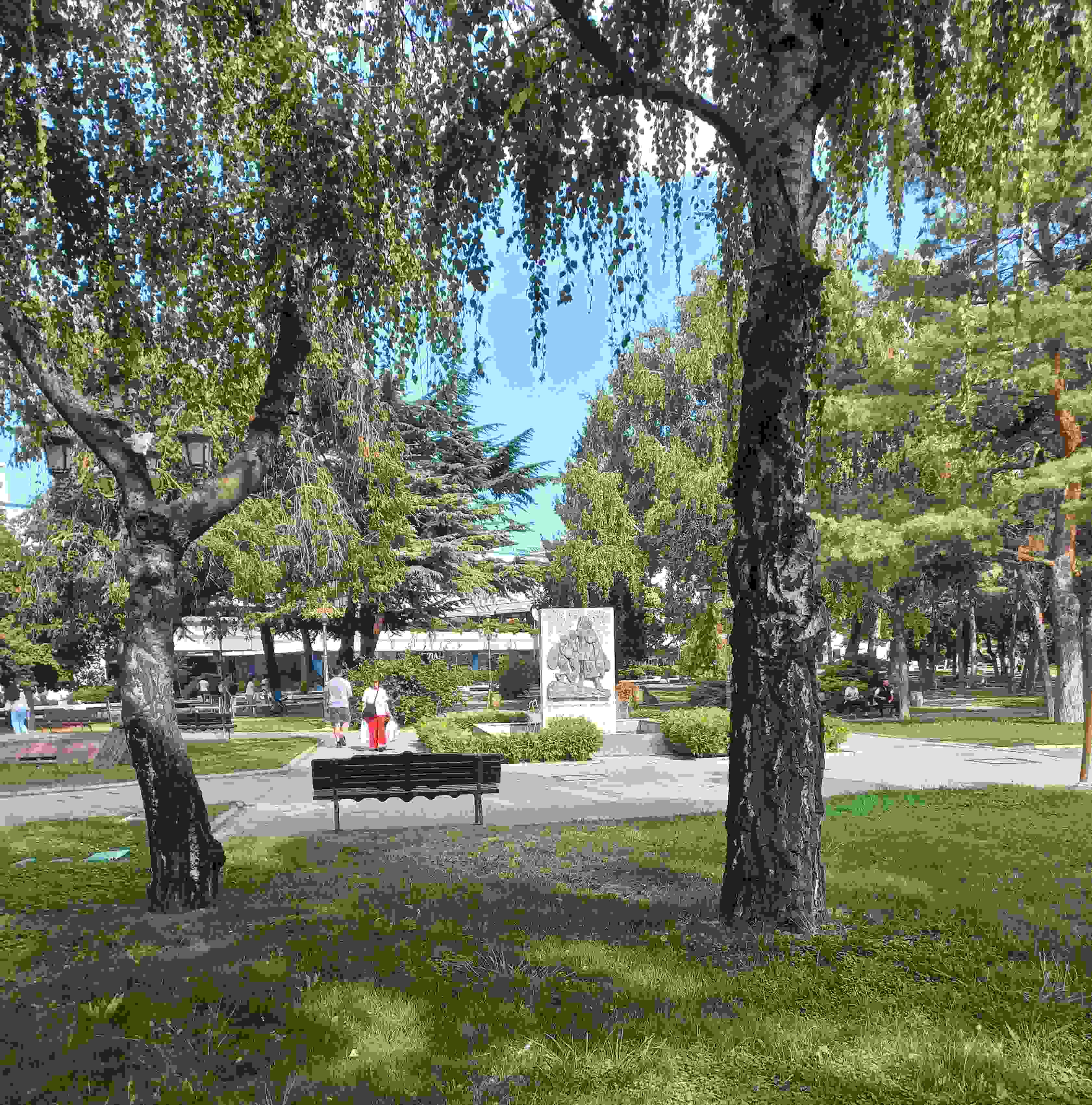
Park Kobiet w Skopje (2023)

- Słabo zachowane ruiny antycznego miasta Skup
- Akwedukt, wg jednych opinii rzymsko-bizantyński z I wieku n.e., rozbudowany w VI w. n.e. przez Justyniana Wielkiego;  wg innych źródeł powstały dopiero w czasach tureckich, ewentualnie z użyciem części starszych konstrukcji[12][a]
- Twierdza Skopsko Kale ze śladami osadnictwa z epok: neolitu i brązu, a także czasów rzymskich i bizantyjskich (obecnie trwają tam badania archeologiczne)
- Cerkiew św. Pantelejmona w Nerezi na przedmieściach Skopje z 1161 z zachowanymi freskami – wspaniałym przykładem malarstwa bizantyjskiego
- Kamienny średniowieczny most na rzece Wardar
- Cerkiew św. Nikity z XIV w.
- Architektura z okresu panowania tureckiego (łaźnie, zajazdy, meczety – głównie z XV w. m.in. meczet Mustafy Paszy) w muzułmańskiej części miasta (zob. Stary Bazar w Skopje)
- Cerkiew Przemienienia Pańskiego z XVII-XIX w.
- Synagoga Beit Jakow
- Plac Macedonii – centralny plac stanowiący mieszankę różnych stylów architektonicznych
- Stary Bazar w Skopje
- Porta Macedonia – jeden z najpopularniejszych zabytków w Skopje zbudowany na wzór łuku triumfalnego
- Most Sztuki nad rzeką Wardar[13]
- Muzeum Walki Macedońskiej[14]
- Muzeum Sztuki Współczesnej w Skopje
- Park Kobiet

## Nazwa w języku polskim
Nazwa miasta Skopje jest w języku polskim rodzaju nijakiego i odmienia się jak „słońce”, np. Byłem w Skopju. Jedziemy do Skopja, lub pozostaje nieodmieniona, np. Byłem w Skopje. Jedziemy do Skopje.

## Miasta partnerskie
Opracowano na podstawie materiału źródłowego.
| - Ankara, Turcja (Od 1995) - Belgrad, Serbia (Od 2012) - Błagojewgrad, Bułgaria - Bradford, Wielka Brytania (Od 1961) - Dijon, Francja (Od 1961) - Drezno, Niemcy (Od 1967) - East York, Kanada - Krajowa, Rumunia - Lublana, Słowenia (Od 2007) - Manisa, Turcja (Od 1985) - Nanchang, Chiny (Od 1984) | - Norymberga, Niemcy (Od 1982) - Pittsburgh, Stany Zjednoczone (Od 2002) - Podgorica, Czarnogóra (Od 2007) - Roubaix, Francja (Od 1973) - Saragossa, Hiszpania (Od 2008) - Sarajewo, Bośnia i Hercegowina (Od 2007) - Stambuł, Turcja (Od 2003) - Suez, Egipt (Od 1985) - Tempe, Stany Zjednoczone (Od 1971) - Waremme, Belgia (Od 1974) |

## Wybrane publikacje wydane w Polsce
- Ł. Galusek, Skopje: Od nowa, [w:] "Herito" Nr 22-23 (1-2/2016), Międzynarodowe Centrum Kultury, Kraków 2016, s. 204-217, ISSN 2082-310X
- M. Siarek, Alexander: Forging Utopia. samopublikacja. Skarżysko-Kamienna 2018. ISBN 978-83-950913-0-8
- M. Link-Lenczowska, Skopje Miasto architektura i sztuka solidarności, Międzynarodowe Centrum Kultury Kraków 2019 ISBN 978-83-63463-93-9
- K. Nettmann-Multanowska, Warszawa rysuje Skopje, Fundacja Centrum Architektury Warszawa 2022. ISBN 978-83-961764-3-1
- Aleksandra Zagórska-Chabros. Macedonia. Przewodnik Lajt. Pascal. Warszawa 2028 ISBN 978-83-81031-79-0